# Lothar Rădăceanu

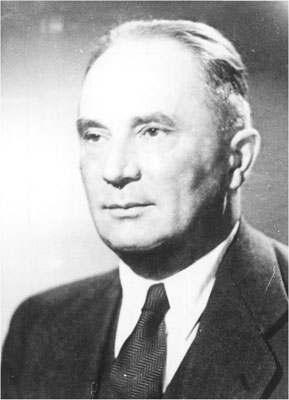
Lothar Rădăceanu

Lothar Rădăceanu (Geburtsname: Lothar Würtzler oder Wurzer; * 19. Mai 1899 in Radautz, Kronland Bukowina, Österreich-Ungarn; † 24. August 1955 in Helsinki, Finnland) war ein rumänischer Politiker der Rumänischen Arbeiterpartei PMR (Partidul Muncitoresc Român), der unter anderem mehrmals Minister sowie zwischen 1948 und 1952 Mitglied des Politbüros des Zentralkomitees (ZK) der PMR war.

## Leben

### Studium, Sozialdemokrat und Minister
Lothar Rădăceanu wurde, je nach Quelle, als Lothar Würtzler oder Lothar Wurzer in eine deutschstämmige Familie geboren und gehörte zur Minderheit der Rumänien- bzw. Bukowinadeutschen. Seine Geburtsstadt Rădăuți (deutsch Radautz) in der Bukowina gehörte bis 1918 zu Österreich-Ungarn und hatte auch Jahrzehnte nach Ende des Ersten Weltkriegs eine deutschsprachige Mehrheit. Er besuchte Gymnasien in Wien und Czernowitz. Nach dem Abitur in Czernowitz 1919 begann er ein Studium der Philosophie, Germanistik und Romanistik an der dortigen Universität.
Während des Studiums trat er 1919 der Sozialdemokratischen Partei Rumäniens PSD (Partidul Social Democrat Român) bei, welche später vom ebenfalls aus der Bukowina stammenden Gheorghe Grigorovici angeführt wurde. In den 1920er-Jahren publizierte er unter den Pseudonymen Robert Hart und Walter Rohuz deutschsprachige Gedichte.
1925 schloss er seine Promotion zum Doktor der Philosophie bei Eugen Herzog und Carl Siegel in Czernowitz ab. Im selben Jahr heiratete er Lilly Ausländer (1903-1985), Tochter des in der Bukowina bekannten Strafverteidigers Jakob Ausländer. Die Ehe wurde 1940 geschieden, im selben Jahr heiratete er seine zweite Frau, Eugenia.
Nach seiner Zeit an der Universität arbeitete er als Lehrer für Philosophie und Deutsch, zunächst an Gymnasien in Czernowitz, später in Bukarest. Hier begann er sich intensiv in der rumänischen Politik zu betätigen. Spätestens seit dieser Zeit verwendete er den rumänisierten Nachnamen Rădăceanu (rădăcină ist rumänisch für Wurzel).
Im Mai 1927 wurde Sekretär des Zentralkomitees (ZK) der PSD. Zudem war er zwischen 1929 und 1937 Präsident der Beamtengewerkschaft FFP (Federației Funcționarilor Particulari) sowie seit 1936 Mitglied der Zentralen Führung des Nationalkomitees der Kämpfer für den Frieden (Comitetului Național de Luptă pentru Pace). Er war während des Zweiten Weltkrieges als Mitglied der Patriotischen Front der Hitler-Gegner FPAH (Frontului Patriotic Antihitlerist), einer Organisation der Rumänischen Kommunistischen Partei PCdR (Partidul Comunist Român), Gegner des Nationalsozialismus.
Am 23. August 1944 wurde Rădăceanu Generalsekretär des ZK der PSD und fungierte zwischen dem 6. Dezember 1944 und dem 30. November 1946 als Arbeitsminister (Ministrul muncii) im Kabinett Sănătescu II, im Kabinett Rădescu sowie im Kabinett Groza I. 1946 wurde er Mitglied der Deputiertenkammer (Adunarea Deputaților) und vertrat in dieser bis 1948 den Wahlkreis Bihor. Zugleich war er von 1946 und 1948 Vorsitzender des Auswärtigen Ausschusses der Deputiertenkammer. Im Anschluss war er vom 30. November 1946 bis zum 13. April 1948 Minister für Arbeit und soziale Sicherheit (Ministrul muncii și asigurărilor sociale) im Kabinett Groza II sowie im Kabinett Groza III. Zugleich bekleidete er zwischen dem 30. Dezember 1947 und dem 14. April 1948 als kommissarischer Minister für Nationale Bildung (Ministrul educației naționale). 1948 wurde er Mitglied der Großen Nationalversammlung (Marea Adunare Națională) und vertrat in dieser bis 1952 erst den Wahlkreis Bihor sowie danach von 1952 bis zu seinem Tode 1955 den Wahlkreis Lehliu.

### Mitglied des Politbüros und Hochschullehrer
Lothar Rădăceanu, der nach der Zwangsvereinigung von PSD und PCdR Mitglied der daraus entstandenen Rumänischen Arbeiterpartei PMR (Partidul Muncitoresc Român) wurde, wurde auf dem Sechsten Parteitag der PMR vom 21. bis 23. Februar 1948 Mitglied des Zentralkomitees (ZK) der PMR und gehörte diesem bis zu seinem Tod am 24. August 1955 an. Zugleich wurde er auf diesem Parteitag auch Mitglied des Politbüros der PMR, des Sekretariats des ZK sowie des Organisationsbüros des ZK und gehörte diesen Gremien bis zum 27. Mai 1952 an. Im Kabinett Groza IV war er zwischen dem 14. August 1948 und dem 1. August 1952 Minister für Arbeit und Soziale Fürsorge (Ministrul muncii și prevederilor sociale). Zugleich gehörte er seit dem 1. Dezember 1948 der Kommission für die Vereinfachung und Regionalisierung des Staatsapparates an.
Nach seinem Ausscheiden aus Regierung und Parteiführung übernahm Rădăceanu 1952 eine Professur sowie Leiter des Instituts für Germanistik der Fakultät für fremde Sprachen und fremde Literatur der Universität Bukarest, an der er bis zu seinem Tode lehrte. Zugleich war er Redakteur der Zeitschriften Socialismul sowie Vorwärts, die speziell für die deutschen Parteimitglieder der PMR herausgegeben wurde. Er war des Weiteren zwischen dem 2. Juni und dem 24. August 1955 abermals Vorsitzender des Auswärtigen Ausschusses der Großen Nationalversammlung. Am 2. Juli 1955 wurde er zudem Titular-Mitglied der Rumänischen Akademie (Academia Română) sowie Tital-Mitglied der Sektion für Geschichts- und Sprachwissenschaften, Literatur und Kunst der Rumänischen Akademie. Ferner wurde er 1955 Mitglied des Weltfriedensrates sowie Vizepräsident des Nationalen Friedenskomitees (Comitetului Național pentru Apărarea Păcii). Am 24. August 1955 verstarb er während der Teilnahme an einer Interparlamentarischen Konferenz in Helsinki.

### Ehrungen und Auszeichnungen
Für seine langjährigen Verdienste wurde Lothar Rădăceanu mehrfach ausgezeichnet und erhielt unter anderem den Stern von Rumänien (Ordinul național  „Steaua României“), 1945 das Großkreuz des Orden der Krone von Rumänien (Ordinul „Coroana României“) sowie 1946 das Offizierskreuz des Ordens für kulturelle Verdienste (Ordinul Meritul Cultural). Später erhielt er 1948 den Stern der Volksrepublik Rumänien Erster Klasse (Ordinul Steaua Republicii Populare Române), 1949 den Orden für die Verteidigung des Vaterlandes Zweiter Klasse (Apărarea Patriei) sowie den Orden der Arbeit Erster Klasse (Ordinul Muncii).

## Veröffentlichungen
- Studii marxiste, Bukarest 1946
- Probleme de istorie a literaturii germane, Bukarest 1956